# خورشیدگرفتگی ۱۲ سپتامبر ۱۹۵۰
خورشیدگرفتگی ۱۲ سپتامبر ۱۹۵۰ (به انگلیسی: Solar eclipse of September 12, 1950) یک خورشیدگرفتگی از نوع خورشیدگرفتگی کامل است. این خورشیدگرفتگی در تاریخ ۱۲ سپتامبر ۱۹۵۰ میلادی (‎۲۱ شهریور ۱۳۲۹ خورشیدی) روی داد که زمان اوج آن، ساعت ۳:۳۸:۴۷ به‌وقت ساعت هماهنگ جهانی بوده‌است. مدت زمان و طول این خورشیدگرفتگی ۱ دقیقه و ۱۴ ثانیه بود.